# 岩崎幸次郎
岩崎 幸次郎（いわさき こうじろう、1950年1月30日 - ）は、東京都出身の日本の実業家。武蔵大学経済学部卒。株式会社リーガルコーポレーション代表取締役社長。同社で初めての製造畑出身者である。

## 経歴
- 1950年（昭和25年）1月30日生
- 1973年（昭和48年）武蔵大学経済学部卒業、新人物往来社入社
- 1976年（昭和51年）1月 日本製靴（現リーガルコーポレーション）入社
- 2001年（平成13年）10月 開発設計部長
- 2002年（平成14年）4月 執行役員開発設計部長
- 2003年（平成15年）2月 執行役員開発設計部長、開発輸入部長
- 2006年（平成18年）4月 執行役員調達副本部長、輸入部長
- 2006年（平成18年）6月 取締役調達副本部長、海外調達担当、輸入部長、チヨダシューズ㈱代表取締役会長
- 2010年（平成22年）4月 代表取締役社長